# Al-Jazirah al-Hamra

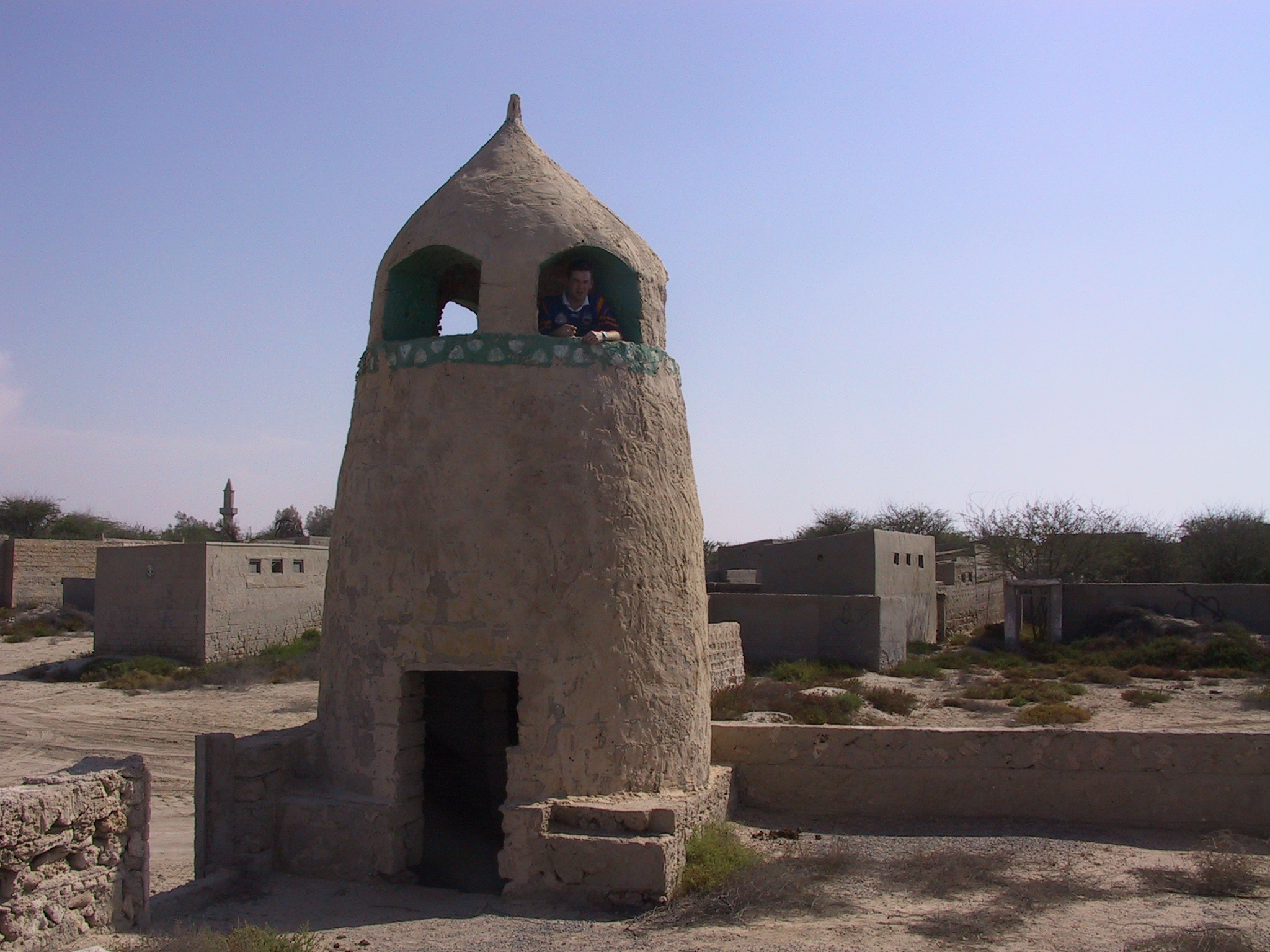
La antigua y ruinosa mezquita de Al Jazirah Al Hamra

Al Jazirah Al Hamra (الجزيرة الحمراء, «la isla roja») o Jazirah Al Zaab es una ciudad al sur de la ciudad de Ras Al Jaimah en los Emiratos Árabes Unidos. Es conocido por su colección de casas abandonadas y otros edificios, incluida una mezquita, que se dice están embrujadas. La ciudad fue gobernada por la tribu de los zaabíes, que fueron reubicados en Abu Dhabi tras una disputa con el gobernante de Ras Al Jaimah.

## Historia
La ciudad era originalmente una isla de mareas y, en 1830, albergaba a unas 200 personas, en su mayoría ocupadas en la pesca de perlas. En ese momento, era una dependencia de Sharjah.
El jeque de Jazira al-Hamra en 1820, Rajib bin Ahmed, fue signatario del tratado original de 1820 entre los Estados de la Tregua y los británicos, después de la expedición punitiva por los británicos contra Ras Al Jaimah, en 1819. En el tratado, el jeque fue nombrado como Jourat Al Kamra.
La ciudad también se ha llamado Jazirah Al Zaab, ya que fue colonizada predominantemente por miembros de la tribu zaabí (unas 500 casas a principios del siglo XX). La isla se dividió en dos secciones, el pequeño barrio norte, Umm Awaimir, y otro al sur, Manaj. Aunque los zaabíes tenía unas 500 ovejas y 150 vacas en ese momento, no había palmerales, aunque la tribu cuidaba los bosques en Jatt. Jazirah Al Hamrah mantuvo una flota de unos 25 barcos de perlas, la principal fuente de ingresos de la tribu hasta el colapso del mercado de las perlas a fines de la década de 1920.
Tras un acuerdo entre el jeque Khalid bin Ahmad Al Qasimi de Sharjah y el jeque Sultan bin Salim Al Qasimi de Ras Al Khaimah en 1914, la ciudad se convirtió en parte de Ras Al Jaimah, pero a menudo estaba en disputa con el nuevo gobernante. Esto condujo, en 1968, a una disputa con el jeque Saqr bin Mohammed Al Qasimi de Ras Al Jaimah, que acabó en que la mayoría de la tribu aceptara una oferta del jeque Zayed bin Sultán Al Nahayan para mudarse a Abu Dhabi. Este movimiento dejó un pueblo casi completamente abandonado que había albergado a unas 2.500 personas.

## Zaabíes
El último Al-Zaab Sharif («líder de los Zaabíes») de Jazirah Al Hamra fue Hussein Bin Rahma Al Zaabi, quien más tarde fue el Sharif de los zaabíes en su nuevo emplazamiento en Abu Dhabi. Su hijo mayor, Rahma, es el embajador de los Emiratos Árabes Unidos en Kuwait.